# Podul Criuleni–Dubăsari
Podul Criuleni–Dubăsari (numit anterior și Podul „Poltava”) este un pod rutier peste Nistru din Republica Moldova, care, face legătura cu raioanele din est ale acesteia. Podul leagă localitățile Criuleni din raionul Criuleni și Dubăsari din raionul Dubăsari.
În cazul acestei treceri, conexiunea rutieră, alături de transportul de mărfuri și de pasageri sunt afectate de prezența barierelor vamale instituite de autoritățile autoproclamatei Republici Moldovenești Nistrene.

## Istoric

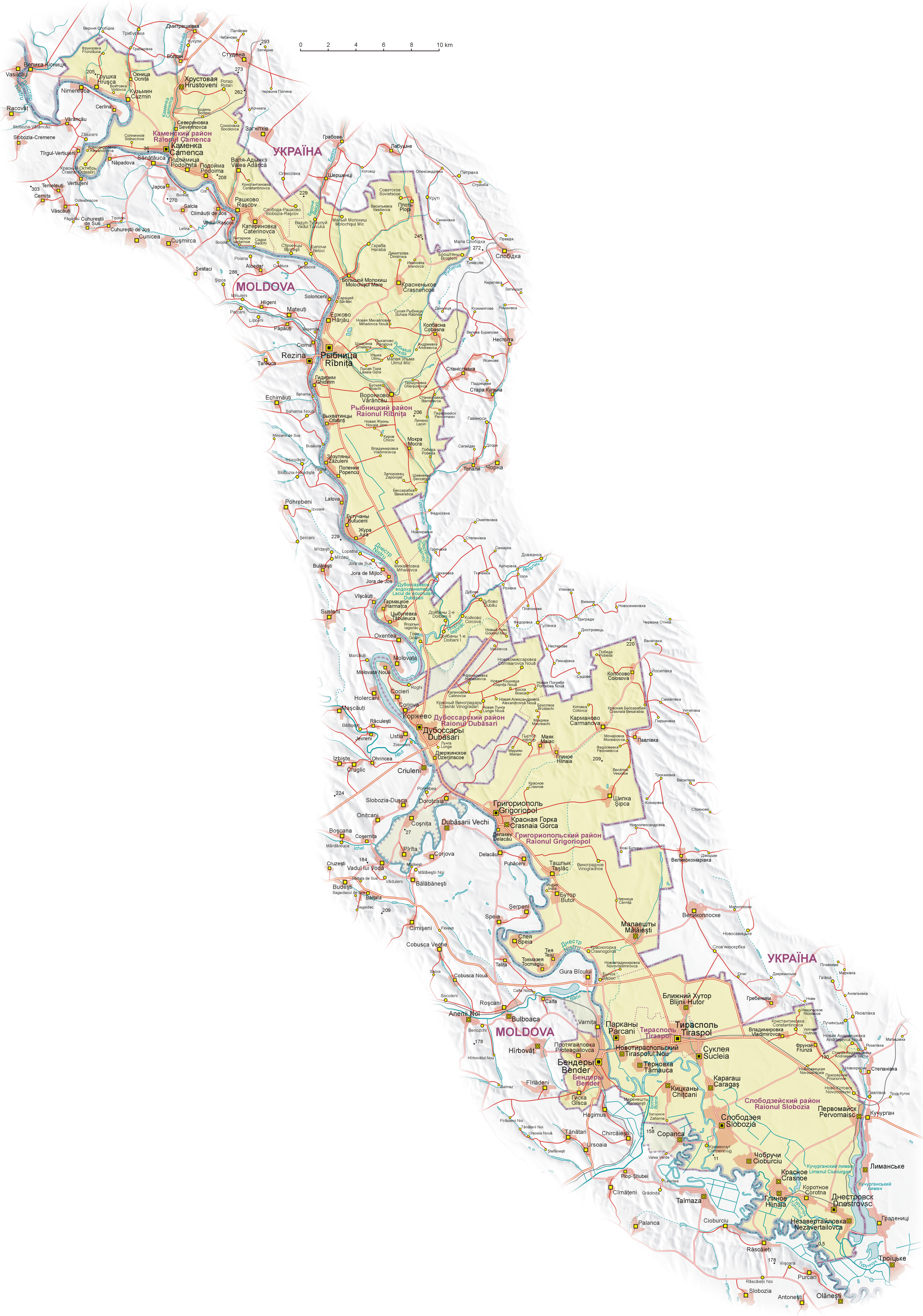
Legături cu raioanele Republicii Moldova din stânga Nistrului.

Podul de la Dubăsari a intrat în exploatare în anul 1965.
încă din anul 1990, acesta a  fost implicat în conflictul din Transnistria . Astfel, pe 2 noiembrie un detașament de voluntari transnistreni întors din Găgăuzia, unde se deplasase spre a sprijini mișcarea separatistă de acolo, a blocat trecerea peste Nistru în același timp, în care, în Dubăsari se desfășura un asalt al separatiștilor asupra asupra clădirilor autorităților publice (comitetul executiv raional, procuratura, judecătoria și poliția). Asupra detașamentului respectiv, baricadat pe pod, a fost executat în aceeași zi un asalt în vederea degajării trecerii, de către efective ale Forțelor Ministerului de Interne al R.S.S.M., care, au acționat împotriva forțelor rebele, au înlăturat obstacolul și au pătruns în Dubăsari.
După alegerile și referendumul din 1 decembrie 1991 din Transnistria⁠(en)[traduceți], la data de 13 decembrie 1991 pe podul de la Dubăsari a avut loc un incident care s-a soldat cu victime omenești. în timpul acestuia s-au desfășurat primele lupte dintre forțele controlate de autoritățile de la Chișinău și trupele separatiste, având loc un atac al gardiștilor din Transnistria lângă pod, atac în care și-au pierdut viața 20 de gardiști transnistreni și patru polițiști moldoveni.
În primăvara anului 1992, la 14 martie, podul a fost distrus de către militarii regimului transnistrean, respectiv de către geniștii batalionului de profil din Parcani al Armatei a 14-a, alăturați la ordin separatiștilor. La 4 mai 1992, în zona podului au avut loc din nou, lupte. Zona acestuia a fost ulterior fortificată cu cazemate de către noile autorități transnistrene.
În 1997, a trecut printr-un proces de reabilitare. Cu toatea acestea, datorită uzurii și avariilor existente, în 2023 au trebuit impuse limite de viteză, de tonaj și de acces.

## Vezi si
- Transportul în Republica Moldova